# Roineld Lara
Roineld Lara (* 7. Februar 2005) ist ein venezolanischer Leichtathlet, der sich auf den Hürdenlauf spezialisiert hat.

## Sportliche Laufbahn
Erste internationale Erfahrungen sammelte Roineld Lara im Jahr 2022, als er bei den Jugend Südamerikaspielen in Rosario in 55,42 s die Silbermedaille im 400-Meter-Hürdenlauf gewann. Anschließend wurde er bei den U18-Südamerikameisterschaften in São Paulo disqualifiziert. 2024 belegte er bei den U20-Südamerikameisterschaften in Lima in 54,62 s den sechsten Platz, ehe er bei den U20-Weltmeisterschaften in ebendort mit 53,69 s in der ersten Runde über 400 m Hürden aus. 
2024 wurde Lara venezolanischer Meister in der 4-mal-400-Meter-Staffel.

## Persönliche Bestleistungen
- 400 m Hürden: 52,94 s, 29. Juni 2024 in Caracas